# مقاطعة فلويد (كنتاكي)
مقاطعة فلويد (بالإنجليزية: Floyd County)‏ هي إحدى المقاطعات في ولاية كنتاكي في الولايات المتحدة الأمريكية.

## أعلام
- دان جاك كومبز